# Вилков, Евгений Александрович
Евге́ний Алекса́ндрович Вилко́в (род. 29 марта 1975) — российский физик, доктор физико-математических наук, профессор РАН.

## Биография
Родился в 1975 году. Окончил Ульяновский государственный университет (1997, с отличием) с присуждением квалификации «инженер-физик, исследователь» по специальности «физика твёрдого тела», и аспирантуру ИРЭ РАН (2000).
В 2001 г. защитил кандидатскую, а 2011 г. — докторскую диссертацию (тема «Акустические и спин-волновые эффекты в условиях относительного перемещения активных кристаллов и движения доменных границ»).
С октября 2013 г. ведущий научный сотрудник лаборатории № 253 Института радиотехники и электроники им. В. А. Котельникова РАН (Фрязино, Московская область), с сентября 2015 г. — и. о. зав. лабораторией.
В 2016 году получил почётное учёное звание профессора РАН.

## Научные результаты
Е. А. Вилков — специалист в области физической электроники, радиофизики и спинтроники. К его научным достижениям относятся:
- обоснование существования особой разновидности поверхностных сдвиговых и магнитостатических волн неколлинеарного типа на движущейся доменной границе ферромагнетика;
- предсказание доплеровской невзаимности распространения волн в динамических сверхрешётках активных кристаллов, выраженной парным расщеплением спектров мод на высокочастотную и низкочастотную дисперсионные ветви под влиянием движения доменных границ.

Автор около 20 публикаций. 